# Сібель Сергій Костянтинович
Сергій Костянтинович Сібель (1 травня 1933, Київ, Українська РСР) — радянський український актор театру і кіно. Заслужений артист України (2003).
Народився в родині робітника. Закінчив Київський державний інститут театрального мистецтва ім. І. Карпенка-Карого (1954). Працював у Київському театрі юного глядача (1954—1960).
З 1960 р. — актор Київської кіностудії ім. О. П. Довженка. Знімається у кіно з 1954 р.

## Фільмографія
Грав у фільмах:
- «Командир корабля»
- «Назар Стодоля» (1954)
- «Правда» (1957)
- «Гроза над полями»
- «Літа молодії» (1958, Юрко)
- «Катя-Катюша» (1959, Скороход)
- «Таємниця Дімки Кармія» (1960, кок)
- «Стежки-доріжки» (1963)
- «Дочка Стратіона» (1964)
- «Акваланги на дні» (1965, Льолін)
- «Експеримент доктора Абста» (Бархольм)
- «Пошук» (секретар)
- «Тільки ти» (1972, Льоша)
- «Стара фортеця» (1974)
- «Хвилі Чорного моря» (1975)
- «Ати-бати, йшли солдати...» (1976)
- «Право на любов» (1977, Старцев)
- «Гріх» (1991)
- «Золото партії» (1993)
- «Тарас Шевченко. Заповіт» (1992—1997)
- «Чорна рада» (2000)
- «Мої думки тихі» (2019)

та інших.
На «Ленфільмі» знявся у стрічках: «Максим Перепелиця» (1955, Самусь), «Не май 100 рублів...» (1959, Сергій), «Невиплачений борг» (1959, Петро Ширяєв), «Макар-слідопит» (1984) тощо.
Грав також в епізодах кінокартин: «Місто — одна вулиця», «Повернення Вероніки» (1963), «Ракети не повинні злетіти» (1964), «Казка про Хлопчиша-Кибальчиша» (1964), «Загибель ескадри» (1965), «Місяць травень» (1965), «Десятий крок» (1967), «Непосиди», «День янгола» (1968), «Небезпечні гастролі» (1969), «У тридев'ятому царстві...» (1970), «Чорний капітан» та ін.
Член Національної Спілки кінематографістів України.